# Кахозеро
Кахо́зеро (рос. Кахозеро) — невелике льодовикове озеро на Кольському півострові, знаходиться на території Оленегорського міського округу Мурманської області, Росія.
Озеро має трикутну форму, основою напрямку північний захід-південний схід. Береги дуже порізані, має численній затоки та губи. Через озеро протікає річка Ках, яка впадає до нього у вершині основи на заході, і витікає на крайньому північному сході. При впадіння до Кахозера річка Ках протікає через сусіднє озеро Сухе, яке з'єднане із Кахозером широкою протокою, таким чином утворюють єдине ціле.
На сході до берегів озера впритул підходить кар'єр Оленегорського гірничо-збагачувального комбінату.